# Aphragmus oxycarpus
Aphragmus oxycarpus är en korsblommig växtart som först beskrevs av Joseph Dalton Hooker och Thomas Thomson, och fick sitt nu gällande namn av Saiyad Masudal Saiyid Masudul Hasan Jafri. Aphragmus oxycarpus ingår i släktet Aphragmus och familjen korsblommiga växter. Inga underarter finns listade i Catalogue of Life.